# Hypercompe obsolescens
Hypercompe obsolescens is een beervlinder uit de familie van de spinneruilen (Erebidae). De wetenschappelijke naam van de soort is voor het eerst geldig gepubliceerd in 1916 door George Francis Hampson.